# Rifugio delle Marmotte
Il rifugio delle Marmotte è un rifugio alpino situato nel vallone dell'Entrelor (Val di Rhêmes), nel parco nazionale del Gran Paradiso, a 2.142 m.

## Descrizione
È raggiungibile da Rhêmes-Notre-Dame percorrendo l'Alta Via numero 2 verso il Col de l'Entrelor: in alternativa si può raggiungere dal villaggio di Chaudanne (Rhêmes-Notre-Dame) o, dall'altro versante, dal villaggio di Eaux-Rousses (Valsavarenche).
La sua costruzione cominciò nell'estate del 2013 da parte dei volontari dell'Operazione Mato Grosso, che si dedicarono alla costruzione del loro terzo rifugio in Valle d'Aosta dopo il Rifugio Pier Giorgio Frassati e il Rifugio degli Angeli. Il sito prescelto fu quello dell'Alpage de l'Entrelor, che venne demolito recuperando alcune parti in legno e pietra per il nuovo rifugio. La costruzione coinvolse diversi ragazzi da tutta Italia a titolo volontario, e terminò nel 2015 con l'apertura ai primi ospiti.

## Ascensioni
Dal rifugio è possibile raggiungere le seguenti cime:
- Col de l'Entrelor 3.007 m
- Cime de Pertcha 3.212 m
- Col de Gollien 2.560 m